# 로이드 프레덴덜
로이드 프레덴덜(Lloyd Fredendall. 1883년 12월 28일 ~ 1963년 10월 4일)은 미국의 군인이다. 미국 육군사관학교를 졸업하고 1차 세계대전, 2차 세계대전에 참전했다.

## 제2차세계대전
횃불 작전에서 프레덴덜은 2군단장으로서 중부 테스크 포스를 지휘 했다.
그러나 튀니지 전투 중 시디 부지드, 카세린에서 미군들이 실전 경험이 부족했기 때문에 롬멜, 아르님에 의해 패배를 당했다.
프레덴덜은 공병대에게 최전선에서 수백 마일에 떨어진 곳에 거대한 벙커를 건설하라는 등 무모한 명령들을 암호로 남발해 혼란을 부추겼고, 만일의 상황에 대비한다는 이유로 부대를 넓게 분산시켰으며, 시디 부지드 전투 당시 사단장을 무시한 채 지형을 관찰하는 대신 직접 방어선에 명령을 했고, 고지의 섬에 부대들을 배치하는 바람에 전투 중 고립되고 패배당했다.
이 전투는 유럽 전선에서 미군이 맛본 치욕적인 신고식이 되었다.
그로 인해 영국군 사령관들은 2차대전 내내 미군을 경험없는 군대로 낮추어보게 되었다. 3월 5일 아이젠하워는 2군단 본부를 방문해 오마 브래들리 준장과 의논 했다. 아이젠하워는 "이런 명령은 어떻게 생각하나?"라고 질문했고, 브래들리 준장은 매우 나쁘다고 답변했다. 프레덴덜에 대한 신뢰를 잃어버린 그들은 3월 6일 프레덴덜을 2군단장직에서 경질했다. 후임은 조지 S. 패튼이었다.
튀니지 전투 당시 프레덴덜의 계급이 사령관이 아니라 소장이었던 것이 천만다행이었다.

## 같이 보기
- 횃불 작전
- 시디부지드 전투